# Бушотина
Бушотина (енгл. Borehole, Drillhole, фр. Trou de sondage, Forage, рус. Буровая скважина) је јако издужена шупљина ваљкастог облика настала дејством човека на стену и земљину кору погодним прибором. Процес израде бушотине у Земљиној кори назива се бушење (енгл. Drilling), а машине којима се израђују бушотине називају се бушаће гарнитуре. Стари назив за бушотину је вртина.
Према свом просторном положају бушотине могу бити изведене као вертикалне, хоризонталне и косе. Најчешће се изводе вертикалне бушотине. Отклон бушотине од вертикалне равни (угао) мери се степенима тако што вертикална оса има правац 0, а хоризонтална има угао од 90 степени и назива се инклинација бушотине. Поред тога што бушотине могу бити пројектоване да се изведу на терену под неким углом од вертикалне равни, током бушења може доћи и до непланиране промене правца. Углавном вероватноћа скретања бушотине је већа са дубином бушења.
Инклинација се мери и контролише геофизичким испитивањем које се састоји од спуштања специјално конструисане сонде у бушотину при чему она региструје промене правца бушотине, а што се приказује одговарајућим графиком. Поред ове сонде постоје и друге врсте које се конструишу за прикупљање различитих врста података (радиоактивност, хемизам и др.).  
Бушење се може изводити ручно или механички (ударно или ротационо), са језгровањем стене или без језгровања. Ротационим бушењем стена се реже посебним резним прибором-крунама. Језгровање се обавља при ротационом бушењу уз помоћ сржних цеви постављених након круна у којима се "хвата" стенски материјал или тло. 
Језгро бушотине може бити оријентисано или неоријентисано.
Бушотина може бити изведена за различите намене па према томе може бити:
- истражна геолошка, геомеханичка, геотехничка итд.
- бушотина за бунар,
- за уградњу осматрачких објеката: пијезометарска бушотина за осматрање нивоа подземних вода, инклинометарска бушотина за осматрање померања тла и стене по дубини (примена код клизишта),
- бушотина за анкере и шипове (изводи се у грађевинарству),
- бушотина за мине (углавном је примена у рударству и експлоатацији минералних сировина као што су нпр.каменоломи, или за пробијање тунела у грађевинарству),
- експлоатациона (вода, нафта и др.) итд.

Бушење и израда бушотина се врши за различите потребе у рударству, геолошким истраживањима (инжењерскогеолошким, хидрогеолошким, истраживањима минералних сировина и др.) и грађевинарству.